# Afurcagobius tamarensis
 Afurcagobius tamarensis  es una especie de pez de la familia de los Gobiidae en el orden de los Perciformes.

## Morfología
Los machos pueden llegar a alcanzar los 11 cm de longitud total.

## Depredadores
Es depredado por Pseudaphritis urvillii .

## Hábitat
Es un pez de mar y de Clima templado y demersal

## Distribución geográfica
Se encuentra en Oceanía: la costa suroriental de Australia. 

## Observaciones
Es inofensivo para los humanos. 